# I Cuerpo de Ejército (Alemania)
El I Cuerpo de Ejército (I. Armeekorps) fue un cuerpo en el Heer durante la Segunda Guerra Mundial. 

## Historia
El I Comandante del Distrito Militar fue la extensión del Cuerpo de Ejército el 1 de octubre de 1934 con el personal original de la 1.ª División de Reichswehr, situado en Königsberg en el I Distrito Militar. En la primavera de 1935, el personal pasó a llamarse entonces I Cuerpo de Ejército. El 26 de agosto de 1939 fue movilizado por el Comando General. Fue en la antigua ubicación, comandante general adjunto al I Cuerpo de Ejército. Participó en la Invasión de Polonia, Mlawa, Chorzele, Narew, Pultusk, Soldau, Wyszkow, Kaluszyn y Praga. Para el Suministro de Reempalzo del Estado Mayor era el 43.º Batallón de Infantería de Reemplazo, después 43.º Batallón Grenadier de Reemplazo.

## Comandantes
- General de Artillería Walter von Brauchitsch - (1 de octubre de 1935 - 31 de marzo de 1937)
- General de Artillería George von Küchler - (1 de abril de 1937 - 31 de julio de 1939)
- General de Artillería Walter Petzel - (1 de septiembre de 1939 - 25 de octubre de 1939)
- General de Infantería Kuno von Both - (26 de octubre de 1939 - 3 de marzo de 1942)
- General de Caballería Phillip Kleffel - (3 de marzo de 1942 - 1 de abril de 1943)
- General de Infantería Otto Wöhler - (1 de abril de 1943 - 15 de agosto de 1943)
- General de Caballería Phillip Kleffel - (15 de agosto de 1943 - 17 de septiembre de 1943)
- General de Artillería Martin Grase - (17 de septiembre de 1943 - 1 de enero de 1944)
- Coronel General Carl Hilpert - (1 de enero de 1944 - 20 de enero de 1944)
- General de Artillería Walter Hartmann - (20 de enero de 1944 - 1 de mayo de 1944)
- Coronel General Carl Hilpert - (1 de mayo de 1944 - 1 de agosto de 1944)
- General de Infantería Theodor Busse - (1 de agosto de 1944 - 9 de enero de 1945)
- General de Infantería Friedrich Fangohr - (20 de enero de 1945 - 21 de abril de 1945)
- Teniente General Christian Usinger - (21 de abril de 1945 - 8 de mayo de 1945)

## Jefes de Estado Mayor
- Coronel Erich Hoepner - (15 de octubre de 1935)
- Mayor general Karl-Adolf Hollidt - (1935 - 10 de noviembre de 1938)
- Mayor general Herbert von Böckmann - (10 de noviembre de 1938 - agosto de 1939)
- Coronel Walter Weiß - (26 de agosto de 1939 - septiembre de 1940)
- Teniente coronel Paul Scheuerpflug - (septiembre de 1940 - diciembre de 1940)
- Coronel Otto von Kries - (10 de diciembre de 1940 - 26 de noviembre de 1941)
- Coronel Jobst Freiherr von Hanstein - (28 de noviembre de 1941 - 26 de diciembre de 1941)
- Coronel Ernst-Anton von Krosigk - (28 de diciembre de 1941 - 7 de mayo de 1942)
- Teniente coronel Joachim Ziegler - (7 de mayo de 1942 - 18 de junio de 1942)
- Coronel Ernst-Anton von Krosigk - (18 de junio de 1942 - 20 de junio de 1942)
- Coronel Bernhard von Chevallerie - (20 de junio de 1943 - 5 de marzo de 1944)
- Coronel Heinz von Ziegler und Klipphausen - (5 de marzo de 1944 - abril de 1945)
- Coronel Bolko von der Heyde - (abril de 1945 - mayo de 1945)

## Jefes de Operaciones
- Coronel Karl Allmendinger - (12 de octubre de 1937)
- Teniente coronel Herbert Wagner - (12 de octubre de 1937 - 26 de agosto de 1939)
- Teniente coronel Wolfgang Bucher - (26 de agosto de 1939 - 24 de septiembre de 1940)
- Mayor Helmut Weber - (20 de noviembre de 1940 - 23 de junio de 1942)
- Mayor Simon - (24 de junio de 1942 - 10 de marzo de 1943)
- Mayor Brennecke - (10 de marzo de 1943 - 15 de diciembre de 1943)
- Mayor Wolfgang Kettner - (15 de diciembre de 1943 - 25 de junio de 1944)
- Mayor Gerd Dittmar - (25 de junio de 1944 - 10 de enero de 1945)
- Mayor Bensien - (10 de enero de 1945 - abril de 1945)
- Mayor Fehler - (abril de 1945 - 15 de abril de 1945)
- Mayor Eduard Kisker - (15 de abril de 1945 - abril de 1945)
- Mayor Richard Willig - (1 de mayo de 1945)

## Área de Operaciones
- Polonia - septiembre de 1939 - mayo de 1940.
- Francia - mayo de 1940 - junio de 1941.
- Frente Oriental, sector norte - junio de 1941 - octubre de 1944.
- Bolsa de Curlandia - octubre de 1944 - mayo de 1945.

## 1939

### Organización (3 de marzo de 1939)
- 1.ª División de Infantería
- 11.ª División de Infantería
- 21.ª División de Infantería
- 1.ª Brigada de Caballería
- 1.º Comandante de Artillería
- Inspección de Reempalzo Militar Allenstein
- Comandante del Distrito Militar de Reemplazo Königsberg
- Comandante de Milicia Allenstein
- Comandante de Milicia Elbing
- Cuartel General de la Milicia Insterburg
- Comandante de Fortificaciones en Allenstein
- Comandante de Fortificaciones en Königsberg
- Comandante de Fortificaciones en Lötzen
- Comandante del Campo de Entrenamiento Militar Arys
- Comandante del Campo de Entrenamiento Militar Stablack
- I Comandante de Tropas Antitanque
- I Comandante de Ingeniero
- I Fortaleza de Inspección
- I Comandante de Tropas de Comunicaciones
- Distrito Militar de Instrucción
- I Pruebas Psicológicas
- Fuerzas Armadas de Bienestar y la Oficina de Pensiones Allenstein
- Fuerzas Armadas de Bienestar y la Oficina de Pensiones Elbing
- Fuerzas Armadas de Bienestar y la Oficina de Pensiones Insterburg
- Fuerzas Armadas de Bienestar y la Oficina de Pensiones Königsberg
- Distrito Militar del Parques Veterinario Königsberg

## Subordinada

### 1939
| Fecha      | Ejército     | Grupo de Ejércitos       | Lugar                       |
| Septiembre | 2.º Ejército | Grupo de Ejércitos Norte | Prusia Oriental, Narew, Bug |
| Diciembre  | 6.º Ejército | Grupo de Ejércitos B     | Niederrhein                 |

### 1940
| Fecha      | Ejército      | Grupo de Ejércitos   | Lugar            |
| Enero      | 4.º Ejército  | Grupo de Ejércitos B | Niederrhein      |
| Mayo       | 6.º Ejército  | Grupo de Ejércitos B | Holanda, Bélgica |
| junio      | 4.º Ejército  | Grupo de Ejércitos B | Somme, Loire     |
| Julio      | 7.º Ejército  | Grupo de Ejércitos B | Costa Atlántica  |
| Septiembre | 18.º Ejército | Grupo de Ejércitos B | Prusia Oriental  |

### 1941
| Fecha      | Ejército      | Grupo de Ejércitos       | Lugar             |
| Enero      | 18.º Ejército | Grupo de Ejércitos B     | Prusia Oriental   |
| Mayo       | 18.º Ejército | Grupo de Ejércitos C     | Prusia Oriental   |
| Junio      | 18.º Ejército | Grupo de Ejércitos Norte | Lettland, Estland |
| Septiembre | 18.º Ejército | Grupo de Ejércitos Norte | Wolchow           |
| Diciembre  | 18.º Ejército | Grupo de Ejércitos Norte | Wolchow           |

### 1942
| Fecha | Ejército      | Grupo de Ejércitos       | Lugar   |
| Enero | 18.º Ejército | Grupo de Ejércitos Norte | Wolchow |

### 1943
| Fecha     | Ejército      | Grupo de Ejércitos       | Lugar   |
| Enero     | 18.º Ejército | Grupo de Ejércitos Norte | Wolchow |
| Octubre   | z. Vfg.       | Grupo de Ejércitos Norte | -       |
| Noviembre | 16.º Ejército | Grupo de Ejércitos Norte | Newel   |

### 1944
| Fecha   | Ejército      | Grupo de Ejércitos       | Lugar            |
| Enero   | 16.º Ejército | Grupo de Ejércitos Norte | Newel, Polozk    |
| Octubre | 18.º Ejército | Grupo de Ejércitos Norte | Curlandia, Libau |

### 1945
| Fecha   | Ejército      | Grupo de Ejércitos           | Lugar            |
| Enero   | 18.º Ejército | Grupo de Ejércitos Norte     | Curlandia, Libau |
| Febrero | 18.º Ejército | Grupo de Ejércitos Curlandia | Curlandia, Libau |